# Markus Zemp (Politiker)

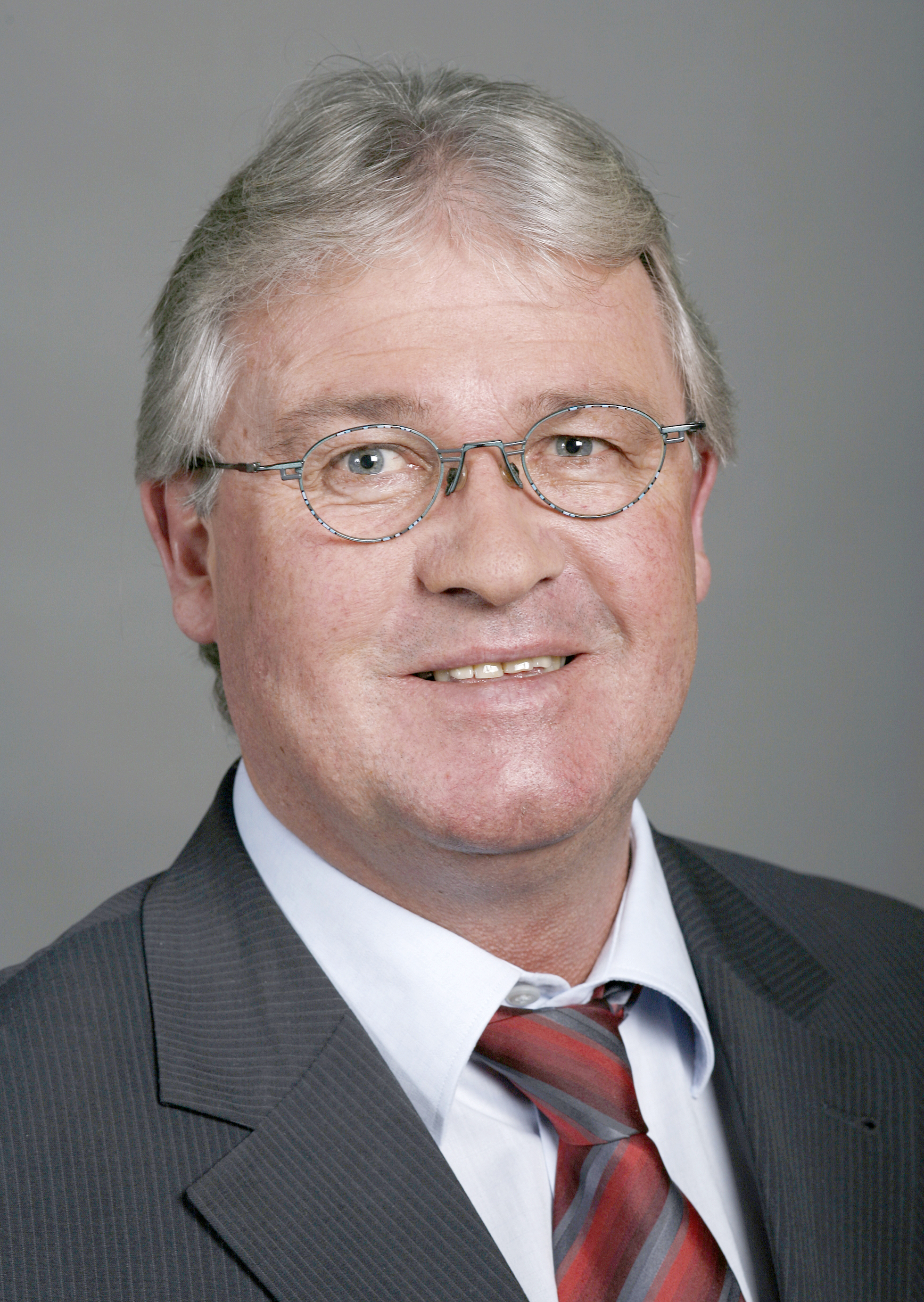
Markus Zemp (2007)

Markus Zemp (* 25. Juni 1954 in Muri AG) ist ein Schweizer Politiker (CVP).

## Leben
Der promovierte Agraringenieur war unter anderem von 2003 bis 2009 und ist erneut seit 2016 Verwaltungsratspräsident der Branchenorganisation der Schweizer Fleischwirtschaft Proviande, von 2000 bis 2014 Präsident der Arbeitsgemeinschaft Schweizerischer Rinderzüchter (ASR), von 2000 bis 2016 Präsident des Schweizerischen Braunviehzuchtverbands (Braunvieh Schweiz), von 2009 bis 2017 (als Vorgänger von Peter Hegglin) erster Präsident der Branchenorganisation Milch (kurz: BOM oder auch BO Milch), Europapräsident der Braunviehzüchter, Präsident des Schweizer Brauerei-Verbandes (SBV) und Verwaltungsrat der Schweizerischen Unfallversicherungsanstalt (Suva). Er war Mitglied des Verwaltungsrates der Kernkraftwerk Leibstadt AG.
Nach der Wahl von Doris Leuthard in den Bundesrat im Juni 2006 rückte er mit dem Verzicht von Melchior Ehrler in den Nationalrat nach. Zu den Nationalratswahlen 2011 trat er nicht mehr an.
Zemp wurde 2012 zum Präsidenten der CVP Aargau gewählt. 2016 übergab er das Parteipräsidium an Marianne Binder-Keller. Er ist verheiratet, hat zwei Kinder und lebt in Schafisheim.